# John MacDougal
John Mochrie MacDougal (1954) is een Amerikaanse botanicus die is gespecialiseerd in het geslacht Passiflora (passiebloemen).
In 1975 behaalde hij zijn B.Sc. aan College of Charleston. In 1984 behaalde hij een Ph.D. aan de Duke University met het proefschrift Revision of Passiflora L. section Pseudodysosmia (Harms) Killip emend. J. MacDougal, the hooked trichome group (Passifloraceae).
Tussen 1984 en 1986 was hij gast-assistant professor in de biologie aan de North Carolina Agricultural and Technical State University. Tussen 1987 en 1989 was hij als postdoc betrokken bij het Flora Mesoamericana-project bij de Missouri Botanical Garden. Tussen 1990 en 2002 was hij verbonden aan de Missouri Botanical Garden als manager van de broeikassen.
MacDougal is vanaf de oprichting in 1990 bij de Passiflora Society International betrokken. Hij heeft meer dan vijftig hoofdstukken in boeken en peer reviewed artikelen in wetenschappelijke tijdschriften als Annals of the Missouri Botanical Garden en Novon) op zijn naam staan. Hij is (mede)auteur van meerdere botanische namen van passiebloemen, waarvan Passiflora citrina de bekendste is. Samen met Bettina en Torsten Ulmer is hij de auteur van het standaardwerk Passiflora: Passionflowers of the World dat in 2004 bij Timber Press verscheen. Momenteel is MacDougal assistant professor in de biologie aan de Harris-Stowe State University.
James Mallet en Sandra Knapp hebben Passiflora macdougaliana naar hem vernoemd.